# Stade Helvétique de Marseille
L'Stade Helvétique de Marseille fou un club de futbol francès de la ciutat de Marsella.

## Història
Va néixer el 22 de juliol de 1904 amb el nom La Suisse per un grup de suïssos residents a Marsella. El 19 de juliol de 1907 el club fou re anomenat Stade Helvétique. El 1909 jugà i guanyà el seu primer campionat de l'USFSA. A la final derrotà el CA Paris (3-2). La següent temporada tornà a jugar la final del campionat, però fou derrotat pel US Tourcoing, per 7-2. L'any 1911 es proclamà campió francès novament en derrotar a l'Stade de l'Huveaune, el Racing Club de France 3-2. El 1912 guanyà el seu quart campionat de Littoral consecutiu però l'Stade Raphaëlois l'eliminà en el campionat nacional. El seu tercer campionat francès arribà el 1913, vencent el FC Rouen, 1-0. L'any 1916, en plena guerra, aturà les seves activitats. El 1927 reaparegué novament, però desaparegué definitivament el 1932.

## Palmarès
- Lliga francesa de futbol: 
  - 1909, 1911, 1913

- Championnat du Littoral de l'USFSA: 
  - 1909, 1910, 1911, 1912, 1913, 1914

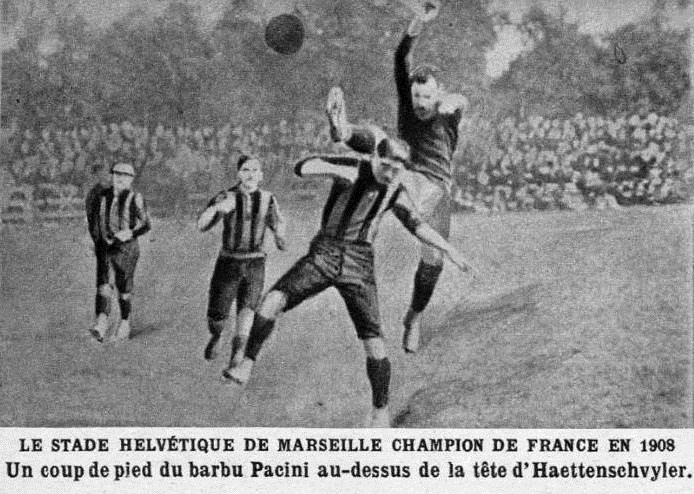
Stade Helvétique el 1908.
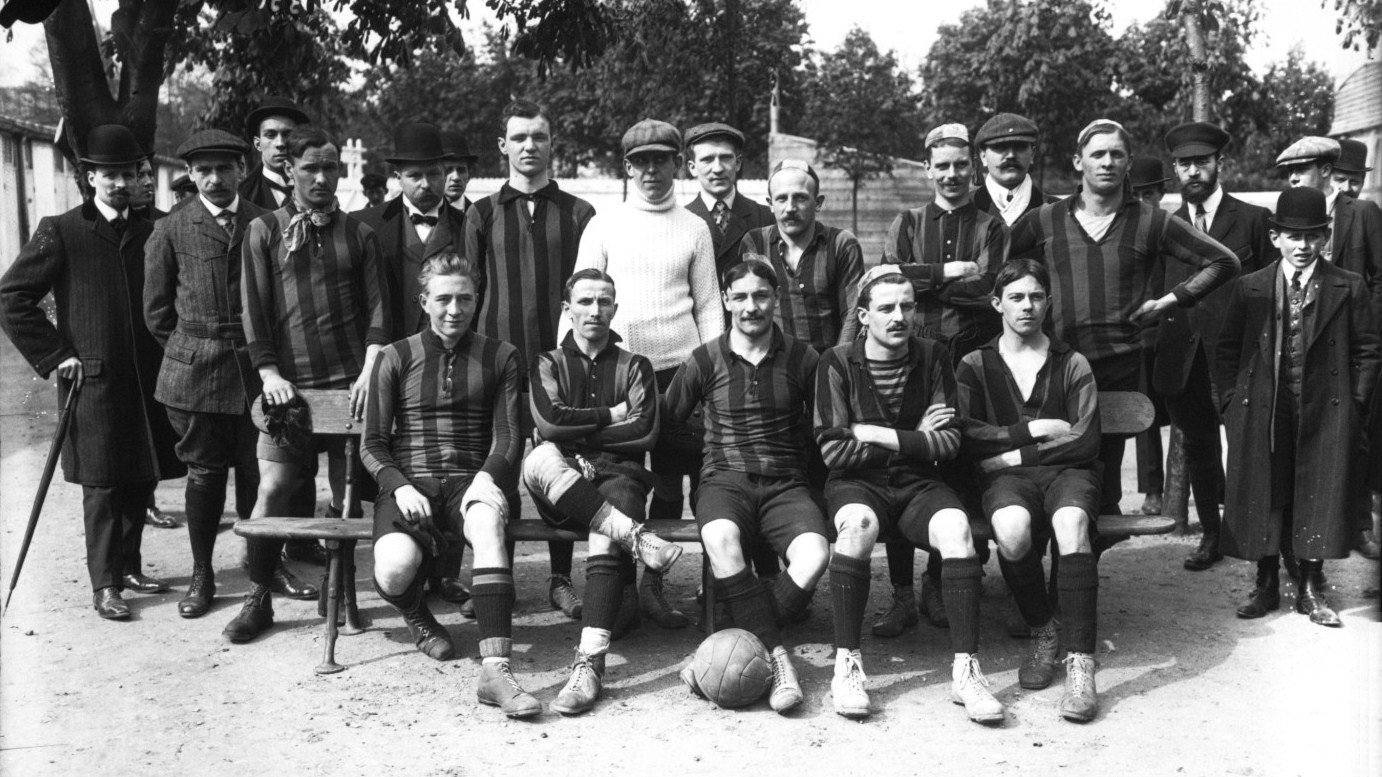
Stade hélvétique el 1910.
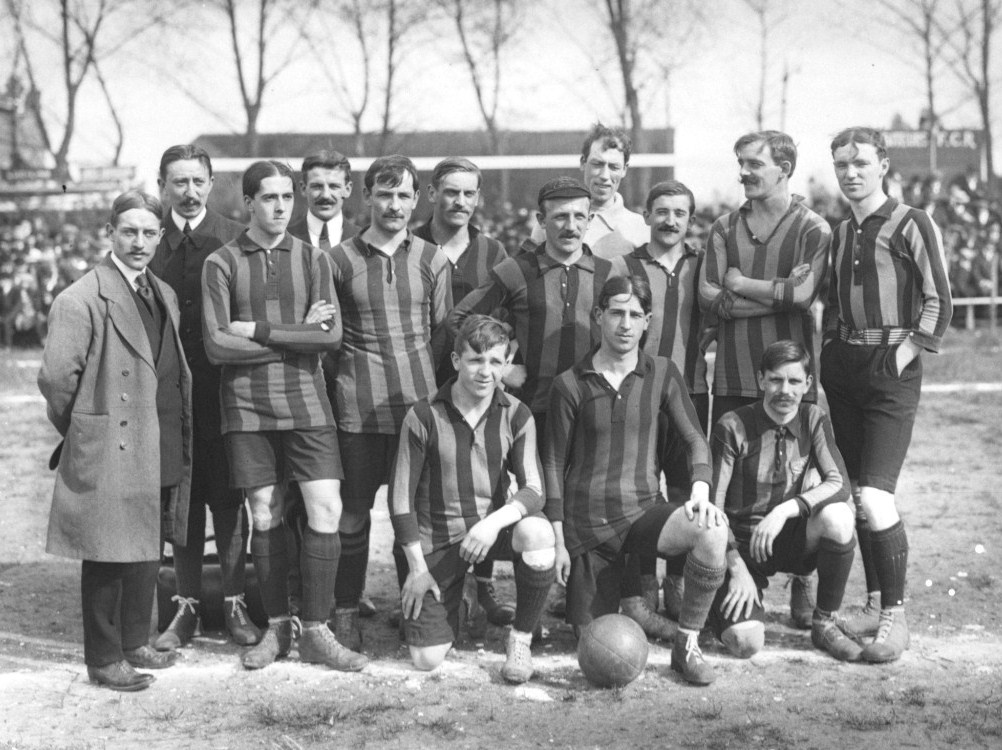
Stade hélvétique el 1913.
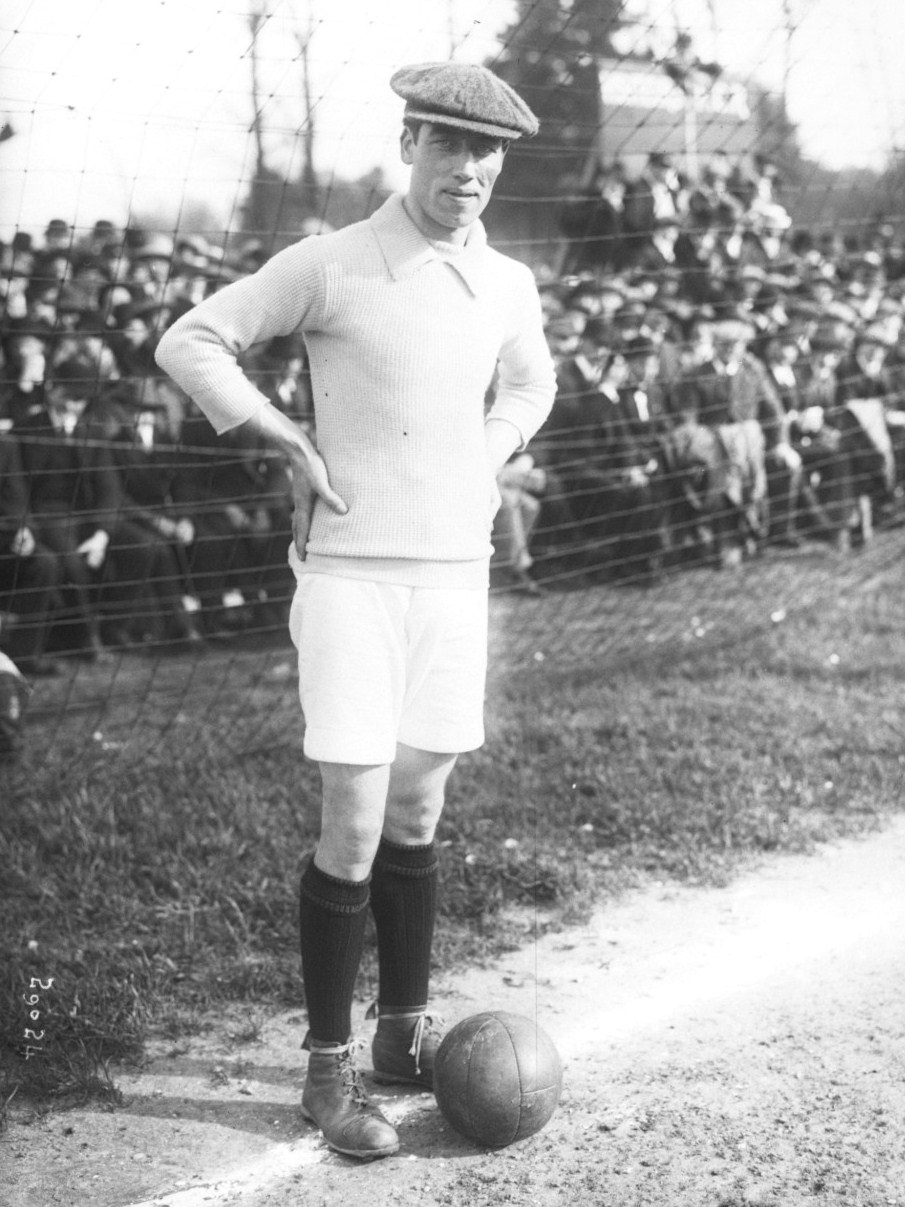
MacQueen, porter el 1913.